# Ле-Ревест-лез-О
Ле-Реве́ст-лез-О (фр. Le Revest-les-Eaux, «Ле-Реве́ст-где вода») — коммуна на юго-востоке Франции в регионе Прованс — Альпы — Лазурный берег, департамент Вар, округ Тулон, кантон Тулон-3.
Площадь коммуны — 24,07 км², население — 3677 человек (2006) с тенденцией к стабилизации: 3616 человек (2012), плотность населения — 150,0 чел/км².

## Население
Население коммуны в 2011 году составляло — 3644 человека, а в 2012 году — 3616 человек.
| 1962 | 1968 | 1975 | 1982 | 1990 | 1999 | 2005 | 2006 | 2010 | 2011 | 2012 |
| ---- | ---- | ---- | ---- | ---- | ---- | ---- | ---- | ---- | ---- | ---- |
| 1478 | 1659 | 1688 | 2055 | 2704 | 3441 | 3664 | 3677 | 3693 | 3644 | 3616 |

Динамика населения:

## Экономика
В 2010 году из 2492 человек трудоспособного возраста (от 15 до 64 лет) 1718 были экономически активными, 774 — неактивными (показатель активности — 68,9 %, в 1999 году — 66,6 %). Из 1718 активных трудоспособных жителей работали 1549 человек (779 мужчин и 770 женщин), 169 числились безработными (83 мужчины и 86 женщин). Среди 774 трудоспособных неактивных граждан 257 были учениками либо студентами, 260 — пенсионерами, а ещё 257 — были неактивны в силу других причин.
На протяжении 2010 года в коммуне числилось 1407 облагаемых налогом домохозяйств, в которых проживало 3702,5 человека. При этом медиана доходов составила 22 тысячи 918 евро на одного налогоплательщика.

## Фотогалерея

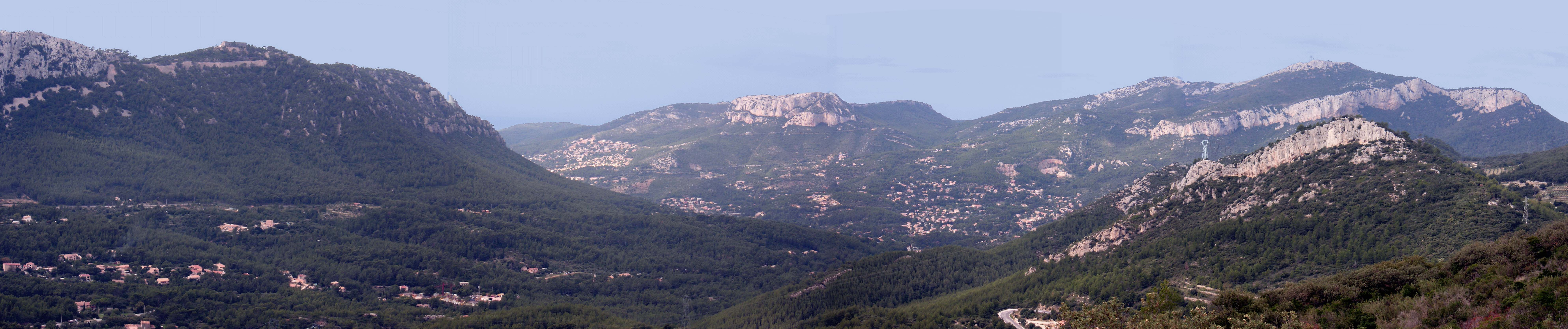
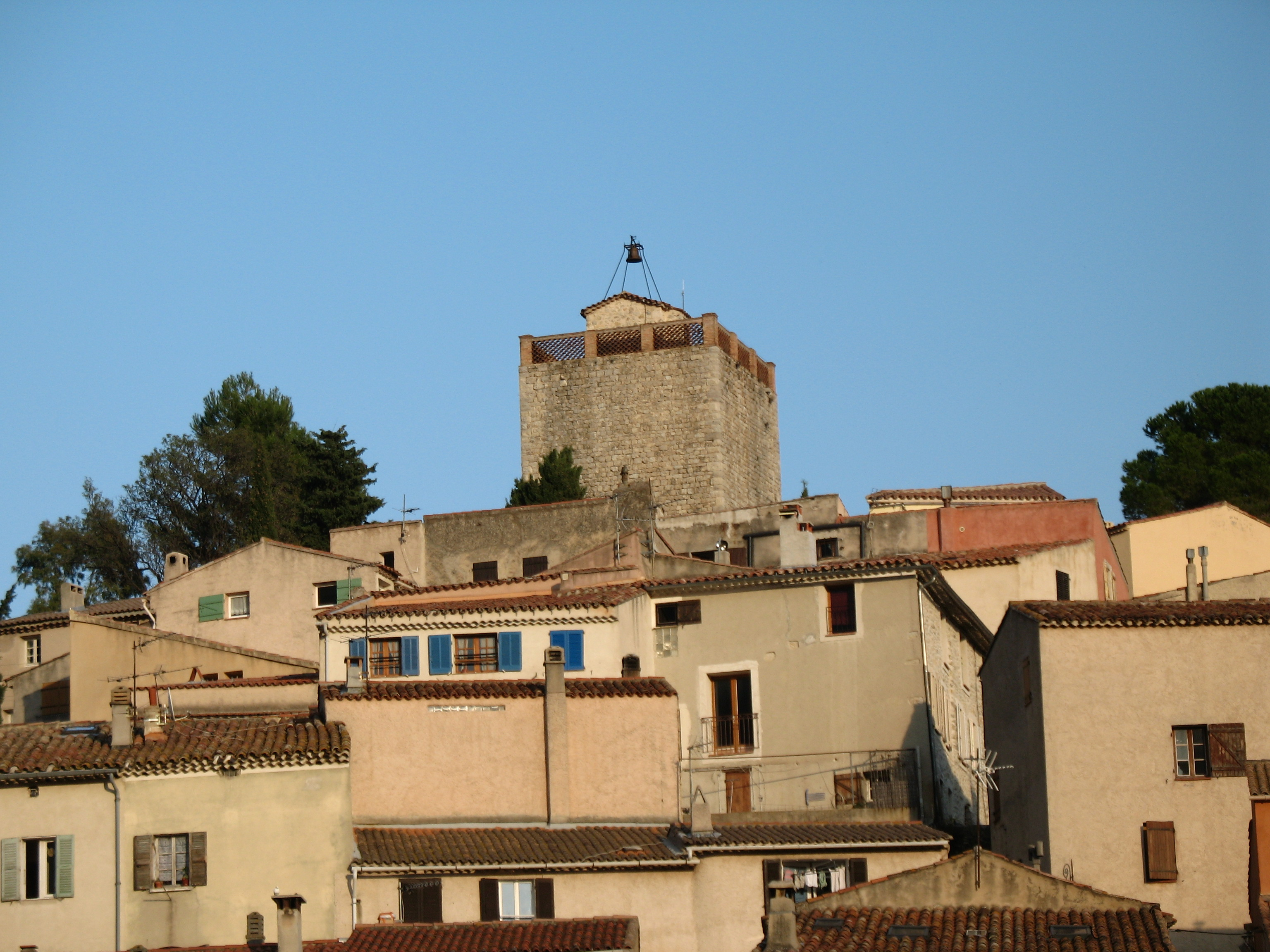
Вид на главную башню
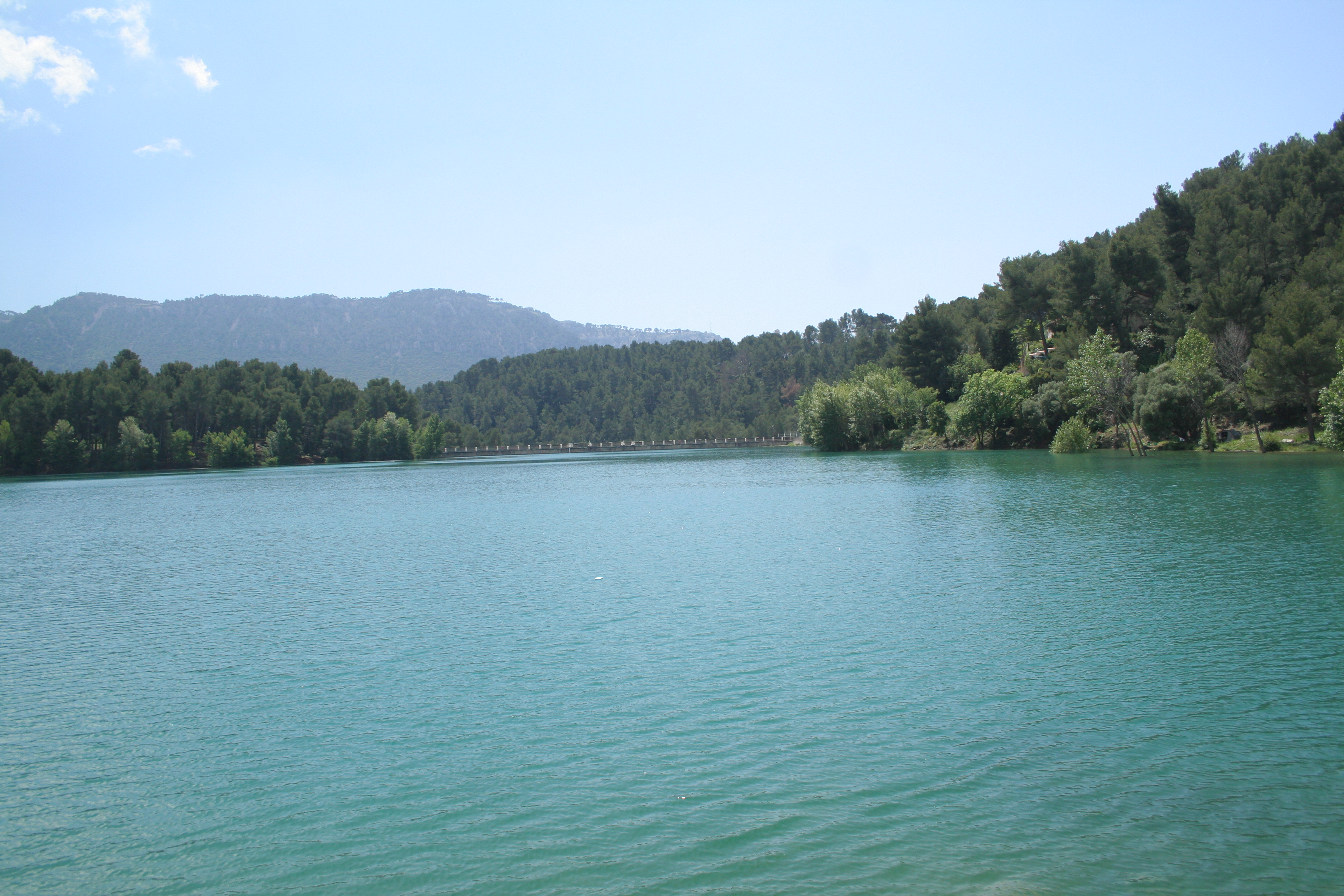
Вид с моря